# Сарни (Лодзинське воєводство)
Сарни (пол. Sarny) — село в Польщі, у гміні Блашки Серадзького повіту Лодзинського воєводства.
Населення — 154 особи (2011).
У 1975—1998 роках село належало до Серадзького воєводства.

## Демографія
Демографічна структура станом на 31 березня 2011 року:
|          | Загалом | Допрацездатний вік | Працездатний вік | Постпрацездатний вік |
| -------- | ------- | ------------------ | ---------------- | -------------------- |
| Чоловіки | 72      | 15                 | 43               | 14                   |
| Жінки    | 82      | 16                 | 39               | 27                   |
| Разом    | 154     | 31                 | 82               | 41                   |